# 格拉汉姆·卡瓦纳吉
格拉咸·安東尼·卡維拿治（Graham Anthony Kavanagh，1973年12月2日—）是一名愛爾蘭職業足球員。
卡維拿治以其攔截能力著名，他同樣能令球隊打法更有創造性，他能在多以防守中場上陣。

## 球會生涯

### 早期生涯
卡維拿治在愛爾蘭球會家鄉農場。他在1991年加盟米杜士堡，但未能取得正選位置。結果，他在1996年以25萬英鎊被賣到史篤城。

### 卡迪夫城
卡維拿治在2001年以100萬英鎊被賣至英甲球會卡迪夫城，他在首季射入15球，並協助球隊在英格蘭甲級聯賽升級附加賽決賽打敗昆士柏流浪。

### 韋根
到了2004/05年球季，卡迪夫城陷入財困，卡維拿治以40萬英鎊被賣至韋根。

### 新特蘭
在2006年8月31日，卡維拿治以50萬英鎊加盟由堅尼領隊的新特蘭，他共上陣14次，射入1球，但及後受傷提早收咧。
他在2007年9月21日被外借至英冠錫周三以重拾狀態。
在2008年10月10日，卡維拿治再被外借至英甲卡素爾
。之後，借用期再被延長。

### 卡素爾
2009年1月9日卡維拿治與新特蘭提前6個月解約，期間因膝傷在2年半內只為球隊上陣15次，他隨即正式加盟卡素爾，簽約18個月，擔任球員兼教練。

## 國家隊生涯
卡維拿治共為愛爾蘭上陣16次。

## 榮譽
卡迪夫城
- FAW超級盃冠軍：2001/02年；
- 英格蘭甲級聯賽附加賽冠軍：2002/03年；

韋根
- 英格蘭冠軍聯賽亞軍：2004/05年；
- 英格蘭聯賽盃亞軍：2006年；

新特蘭
- 英格蘭冠軍聯賽冠軍：2006/07年；

卡素爾
- 英格蘭聯賽錦標亞軍：2010年；

## 相關連結
1. ↑  . BBC Sport. 2005-03-04  [2007-09-21]. （原始内容存档于2017-09-03）.
2. ↑  . BBC Sport. 2007-09-21  [2007-09-21]. （原始内容存档于2008-10-14）.
3. ↑  . BBC Sport. 2008-10-14  [2008-11-17].
4. ↑  . BBC Sport. 2008-11-07  [2008-11-17]. （原始内容存档于2008-10-13）.
5. ↑  . BBC Sport. 2009-01-09  [2009-01-09]. （原始内容存档于2009-01-16）.

## 外部連結
- 足球数据库：卡維拿治的球员统计数据
- 卡維拿治新特蘭官方球員介紹 （页面存档备份，存于）
- 卡維拿治 playing stats at ESPNsoccernet